# Yorai Lahav-Hertzanu
Yorai Lahav-Hertzanu (en hebreo: יוֹרַאי לַהַב־הֵרְצָנוּ‎; Tel Aviv, 5 de agosto de 1988) es un político israelí. Actualmente se desempeña como miembro de la Knéset por Yesh Atid.
Nacido en Tel Aviv, Lahav-Hertzanu fue presidente del Consejo Estudiantil de Tel Aviv-Yafo durante tres años mientras estaba en la escuela. Se graduó de la Universidad de Tel Aviv con un LLB y una licenciatura en historia de África y Oriente Medio. También obtuvo una maestría ejecutiva en derecho (ELLM) en derecho público de la Universidad de Tel Aviv y la Universidad del Noroeste. Aunque recibió una exención del servicio nacional por motivos de salud, se ofreció como voluntario para servir en las Fuerzas de Defensa de Israel y pasó seis años en el ejército, los dos últimos como parte de la delegación de las FDI en India, Nepal y Sri Lanka. Más tarde se convirtió en bloguero del The Times of Israel.
En 2013 se unió a Yesh Atid y se convirtió en jefe del ala juvenil del partido. Se postuló para las elecciones al Ayuntamiento de Herzliya en la lista del partido. Antes de las elecciones a la Knéset de 2015, ocupaba el trigésimo lugar en la lista del partido, pero solo obtuvo once escaños. Ascendió al decimoquinto lugar en la lista del partido para las elecciones de abril de 2019, y cuando el partido se unió a la alianza Azul y Blanco, se le asignó el trigésimo quinto puesto en la lista conjunta. Fue elegido miembro de la Knéset cuando la alianza obtuvo 35 escaños. Aunque conservó el trigésimo quinto lugar en la lista Azul y Blanco para las elecciones anticipadas de septiembre de 2019, la alianza se redujo a 33 escaños, lo que provocó que Lahav-Hertzanu perdiera su escaño. Sin embargo, volvió a ingresar a la Knéset en enero de 2020 como reemplazo de Gadi Yevarkan. Después de ocupar el puesto trigésimo quinto en la lista del partido para las elecciones de marzo de 2020, perdió su escaño cuando Azul y Blanco se redujeron a 33 escaños. Sin embargo, volvió a ingresar a la Knéset el 19 de junio de 2020 como reemplazo de Hili Tropper, quien había renunciado a su escaño en virtud de la ley noruega después de ser nombrado miembro de un gabinete ministerial. Lahav-Hertzanu ocupó el decimocuarto lugar en la lista de Yesh Atid para las elecciones de 2021 y fue reelegido cuando el partido obtuvo 17 escaños.
Lahav-Hertzanu es gay y vive con su pareja en Herzliya.